# 비화학량론적 화합물
비화학량론적 화합물(Non-stoichiometric compounds)은 거의 대부분이 무기 화합물으로 (예외에 대한 논문) 화학식에서 원소 비가 정수에서 벗어난 화합물이다.
클로드 루이 베르톨레를 따서 베르톨라이드라고도 불리운다.

## 같이 보기
- 결정 결함
- 고용체
- 전자화물